# Gudrun Slettengren-Fernholm
Gudrun Constance Slettengren-Fernholm, född 21 maj 1909 i Göteborg, död där 15 september 1980, var en svensk keramiker och skulptör.
Hon var dotter till civilingenjören Knut Leonard Slettengren och Elsa Maria Fredrika Busck och från 1942 gift med docenten Tor Fernholm. Hon studerade vid Slöjdföreningens skola i Göteborg 1928–1932 och vid Académie Scandinave i Paris 1932–1933 samt praktikarbetade vid Steninge Lervarufabrik i Märsta 1934–1935 innan hon fortsatte sina studier vid Statens kunstakademi i Oslo. Under sin studietid företog hon ett flertal studieresor till bland annat Tyskland, Danmark, Frankrike och Norge. Separat ställde hon ut på Röhsska konstslöjdmuseet i Göteborg och på Nordiska kompaniet i Stockholm. Hon medverkade ett flertal gånger i Föreningen Göteborgs konsthantverkares samlingsutställningar på Röhsska konstslöjdmuseet. Hennes konst består av keramiska nyttoföremål och porträtt samt mindre djur- och figurskulpturer. 